# Hedvig Lindby
Hedvig Maria Lindby, född 20 september 1876 i Stockholm, död 3 november 1958 på Höstsol, Täby, var en svensk skådespelare.
Lindby scendebuterade 1897 och filmdebuterade först 1940 i Alf Sjöbergs Den blomstertid .... Hon kom att medverka i 16 filmer. Hon var syster till skådespelaren Signe Lundberg-Settergren.

## Filmografi
- 1940 – Den blomstertid
- 1941 – Lasse-Maja
- 1951 – Hon dansade en sommar
- 1952 – Hård klang
- 1952 – Flottare med färg
- 1953 – Vägen till Klockrike
- 1954 – Salka Valka
- 1954 – Storm över Tjurö
- 1954 – Skattefria Andersson
- 1956 – Åsa-Nisse flyger i luften
- 1956 – Rasmus, Pontus och Toker
- 1956 – Kulla-Gulla
- 1956 – 7 vackra flickor
- 1956 – Johan på Snippen
- 1957 – Gårdarna runt sjön
- 1958 – Körkarlen

## Teater

### Roller
| År   | Roll       | Produktion                        | Regi | Teater                    |
| ---- | ---------- | --------------------------------- | ---- | ------------------------- |
| 1907 | Rika Malén | Garfvar-Olle Harald Leipziger     |      | Alfred Lundbergs sällskap |
| 1907 | Arabella   | Friaren från Värmland Johan Jolin |      | Alfred Lundbergs sällskap |